# Trifluralin
Trifluralin ist ein Wirkstoff zum Pflanzenschutz und eine chemische Verbindung aus der Gruppe der aromatischen und fluorierten Aminoverbindungen und Nitroverbindungen.

## Geschichte
Trifluralin wurde in den 1960er Jahren von Eli Lilly auf den Markt gebracht. Es wurden bis 2006 etwa 6000 Tonnen pro Jahr in der EU produziert.

## Gewinnung und Darstellung
Trifluralin kann in einem mehrstufigen Prozess aus 4-Chlorbenzotrifluorid (durch Reaktion mit Salpetersäure) bzw. 4-Trifluormethyl-2,6-dinitrochlorbenzol und Dipropylamin gewonnen werden.

## Verwendung
Trifluralin wird als selektives Bodenherbizid verwendet. Es bestanden Zulassungen in Winter- und Sommerraps, Sonnenblumen, Stoppelrüben, Kohlarten und Kohlrüben. Dabei wurden Aufwandmengen von 960 bis 1440 g/ha eingesetzt. Das Mittel musste nach der Applikation in den Boden flach eingearbeitet werden. Damit konnte das Verdampfen des Wirkstoffs und der Abbau über Ultraviolettstrahlung großteils verhindert werden. Am 20. September 2007 wurde die Zulassung in der EU widerrufen. In der Schweiz waren mehrere Trifluralin-Präparate für den Einsatz gegen ein- und zweikeimblättrige Unkräuter zugelassen. 
In den EU-Staaten wie Deutschland und Österreich sowie in der Schweiz besteht heute keine Zulassung mehr.

## Sicherheitshinweise
Bei Trifluralin besteht der Verdacht auf eine krebserzeugende Wirkung. Es ist sehr toxisch für Wasserorganismen.
Trifluralin ist als „prioritärer gefährlicher Stoff“ in Anhang X der europäischen Richtlinie 2000/60/EG (Wasserrahmenrichtlinie) aufgeführt.